# Jarosław Kalinowski
Jarosław Kalinowski (Wyszków, 12 aprile 1962) è un politico polacco.
Esponente del Partito Popolare Polacco, si è candidato in occasione delle elezioni presidenziali del 2000 (5,9% dei voti) e a quelle del 2005 (1,8%).
È stato eletto al Parlamento europeo alle elezioni europee del 2009, venendo riconfermato a quelle del 2014 e a quelle del 2019.